# Idioma puinave
El Idioma puinave es una lengua de la Orinoquia, presente en el oriente de Colombia (Departamento del Guainía) y el occidente de Venezuela (Estado Amazonas), desde el río Apaporis hasta el río Guaviare y sobre todo en el río Inírida. Según censos de estos países, la hablan poco más de 3300 personas.
Se le ha considerado como una lengua aislada, aunque también se le clasifica como parte de la familia makú-puinave. Un estudio comparativo consideró posible postular una relación genética del puinave con un proto-makú y además un eventual sustrato aún no conocido.
A pesar de ser una lengua estudiada y reconocida desde hace décadas, como muchas de las amazónicas, está en riesgo de desaparecer. Lo reducido de la población que la habla y la dificultad de su pronunciación para los  hispanoparlantes que la circundan pueden estar entre las causas.

## Fonología
El idioma puinave presenta los siguientes fonemas:
Consonantes
|                  | labial | alveolar | velar | glotal |
| oclusivas sordas | p      | t        | k     | ʔ      |
| nasales          | m      | n        |       |        |
| fricativas sorda |        | s        |       | h      |

La oclusiva labial [p] se realiza com sonora [b] en ambiente nasal y como labializada [pw] o [bw] al comienzo de la palabra. La nasal [m] se realiza como labial sonora prenasalizada [mb] al comienzo de la palabra antes de vocal oral. La oclusiva alveolar [t] se realiza como sonora [d] antes de las vocales nasales medias  y como la vibrante simple [ɾ] antes de las demás vocales nasales. La nasal [n] se realiza como alveolar sonora prenasalizada [nd] al comienzo de la palabra al comienzo de la palabra antes de vocal oral. La oclusiva velar [k] se realiza como sonora [g] antes de consonante nasal  fricativa y varía libremente con [g] al final de la palabra.
Vocales
|        | Orales    | Orales   | Orales   | Nasales   | Nasales  | Nasales  |
| ------ | --------- | -------- | -------- | --------- | -------- | -------- |
|        | coronales | dorsales | labiales | coronales | dorsales | labiales |
| altas  | i         | ɯ        | u        | ĩ         |          |          |
| medias | e         | ɤ        | o        |           | ɤ̃        | õ        |
| bajas  |           | a        |          |           | ã        |          |

Las vocales altas coronal [i] y labial [u] se realizan como las aproximantes [j] y [w], en los márgenes de la sílaba. La alta coronal [i] se palataliza al comienzo de la palabra como las sonoras oclusiva [ɟ], fricativa [ʝ] o nasal [ɲ].

### Tonos
El puinave es una lengua tonal que presenta tonos alto, bajo, ascendente y descendente.

## Historia
El pueblo puinave aparece en los primeros mapas del área, varios autores los ubican en el río Inírida aunque Ortiz sugiere su origen en el brazo Casiquiare, cerca a la  piedra del Cocuy.  De ahí se habrían desplazado hacia el  Inírida, el  Vaupés y el  Caquetá-Yapurá.  Los puinaves actuales afirman que hablaban otra lengua llamada 'norí'.  La llegada de los misioneros  evangélicos, desde 1943, significó la traducción de textos bíblicos al puinave.